# Ingersley Hall
Ingersley Hall, później Savio House – budynek na wschodnim krańcu miasta Bollington w hrabstwie Cheshire w Anglii. Znajduje się na terenie parafii cywilnej Rainow. Wraz z powozownią jest zabytkiem stopnia II na liście English Heritage.
Dom zbudowano około roku 1775 dla Johna Gaskella z rodziną. Dom został rozbudowany w 1833 przez Johna Uptona Gaskella. John Gaskell junior wybudował też pobliski budynek White Nancy na północnym krańcu wzgórza Saddle of Kerridge w 1817. Rodzina Gaskell sprzedała dom w 1933. W latach 50. XX w. w wyniku spadku dom dostał się w ręce zakonu Salezjanów, którzy nadali mu nazwę Savio House. 

## Czasy obecne
Obecnie (2011, 2012) w budynku odbywają się jedno- i trzydniowe imprezy, głównie dla młodzieży licealnej, poświęcone refleksji nad wyborem własnej drogi życiowej, obsługiwane przez zakonników oraz studentów-wolontariuszy. Ogródek kuchenny o powierzchni 3/4 akra, datowany na czasy Johna Uptona Gaskella (ok. 1850), jest stopniowo przywracany do życia i uprawiany przez wolontariuszy z lokalnej organizacji na rzecz dziedzictwa kulturalnego KRIV (Kerridge Ridge and Ingersley Vale).

## Architektura
Dwukondygnacyjny budynek na planie prostokąta, w stylu greckiego odrodzenia. Przód budynku zbudowany jest z bloków kamiennych, a pozostała część z potłuczonego piaskowca. Dach pokryty jest łupkiem dachówkowym w stylu walijskim i ma 4 kamienne kominy. Ściana północna jest symetryczna z pięcioma przęsłami podzielonymi pilastrami. Ganek w stylu doryckim z czterema stopniami. Ściana zachodnia ma osiem przęseł, z czego trzy centralne należały do pierwotnego domu. Okna wychodzące na północ i zachód otwierają się pionowo (sash windows) i są podzielone na 12 części. Drzwi południowe, prawdopodobnie przeniesione z zachodniej ściany, są w stylu toskańskim.

## Zabytek
Od 14 kwietnia 1967 budynek znajduje się na liście zabytków English Heritage jako zabytek stopnia II (Grade II) o numerze 1329986. 
9 grudnia 1983 za zabytek stopnia II uznano także znajdującą się w południowej części posiadłości powozownię, zbudowaną ok. 1850, a przekształconą na salę konferencyjną ok. 1950.